# Kmečki teater
Kmečki teater je drama Josipa Frana Knafliča iz leta 1934.

## Obnova

### Osebe
- Romantična dama.
- Župan.
- Zalika, njegova hči.
- Anže.
- Direktor.
- Aleš Rešetar, časnikar.
- Žanek, športni reporter.
- Špelca.
- Šepav možic, Lojzek, Brkec, Stara ženica, letoviščarji, turisti, ljudstvo.

### 1. dejanje
Kraj pod Planinami je po zaslugi spretnega župana, predvsem pa odlične reklame Aleša Rešetarja postal živahno letovišče. Dama, ki je prišla v goste, je navdušena, vse se ji zdi neznansko romantično, še posebej ko izve, da bodo uprizorili kmečki teater, kjer bodo igrali domačini. Največ dela in skrbi ima z igro direktor, saj glavna vloga čarovničine hčere še ni zasedena. A športni in domiselni Žanek v mladi hlevski dekli Špelci odkrije izvrstno igralko, ki mu je poleg tega še zelo všeč. Zalka je huda na Anžeta, ki jo ima za svojo zaročenko, dekle si domišlja, da ljubi Rešetarja, ki ga pozna že od malega. Ta ima Zalko rad, a Anže mu je zvest prijatelj, s katerim hodita skupaj na lov, in časnikar ne more zlorabiti njegovega zaupanja. Medtem se je romantična dama, ki je sprva obletavala vse gospode po vrsti, osredotočila na direktorja, zanj ji je zbudil zanimanje sam Rešetar, da bi se je znebil.

### 2. dejanje
Predzadnje dejanje igre je srečno pod streho, igralci in publika so navdušeni, še župnik z dopadenjem gleda predstavo s svojega vrta. Le Zalika se spet jezi na Anžeta, "stričku" se pritoži zaradi fantove lesene igre, ne vedoč, da je to Anžetu to svetoval sam Rešetar - neuspeh naj bi dekletu izbil iz glave preveliko zavzetost za teater. Toda Aleš spozna, da je taktika slaba, in Anžeta prepriča, naj le pošteno zaigra, prikupil se bo Zalki in njenemu očetu. Zadnje dejanje teče imenitno, z gromom in bliskom sodeluje celo narava, ki se pripravlja k nevihti. Ko Špelco kot čarovnico obsodijo na smrt in ona pokliče satana na pomoč, se izkaže, da je kozel, ki bi moral odigrati vraga, ušel. A že na motorju pridrvi Žanek v maski hudiča in Špelco odpelje.

### 3. dejanje
Rešetar je napisal zelo pohvalno kritiko kmečkega teatra, na koncu je Zalko in Anžeta javno razglasil za zaročenca, da oče župan kar debelo pogleda; a če je Rešetarju tako prav, bo tudi njemu. Zalka pa kipi od jeze, dokler se ji časnikar ne izpove: od srca jo ima rad, ljubi pa tudi njenega očeta, prijatelja Anžeta in ves ta prelepi kraj, ki mu je postal dom - kam bo šel, siromak, če bo vse to izgubil? Zalka naj vzame Anžeta in naj ostane, kot je bilo, pri lepem prijateljstvu, ki naj osrečuje vse tri ... Dekle spozna, da ima "striček" prav, da je Anže njena prava ljubezen, in ko fant to izve, zavriska in Zalko veselo zavrti. Romantična dama to vidi, zelo ji je všeč, od direktorja, ki si ga je prilastila, nemudoma zahteva, naj isto - seveda z njo - stori tudi on.